# Robin Bridgeman, 3. Viscount Bridgeman

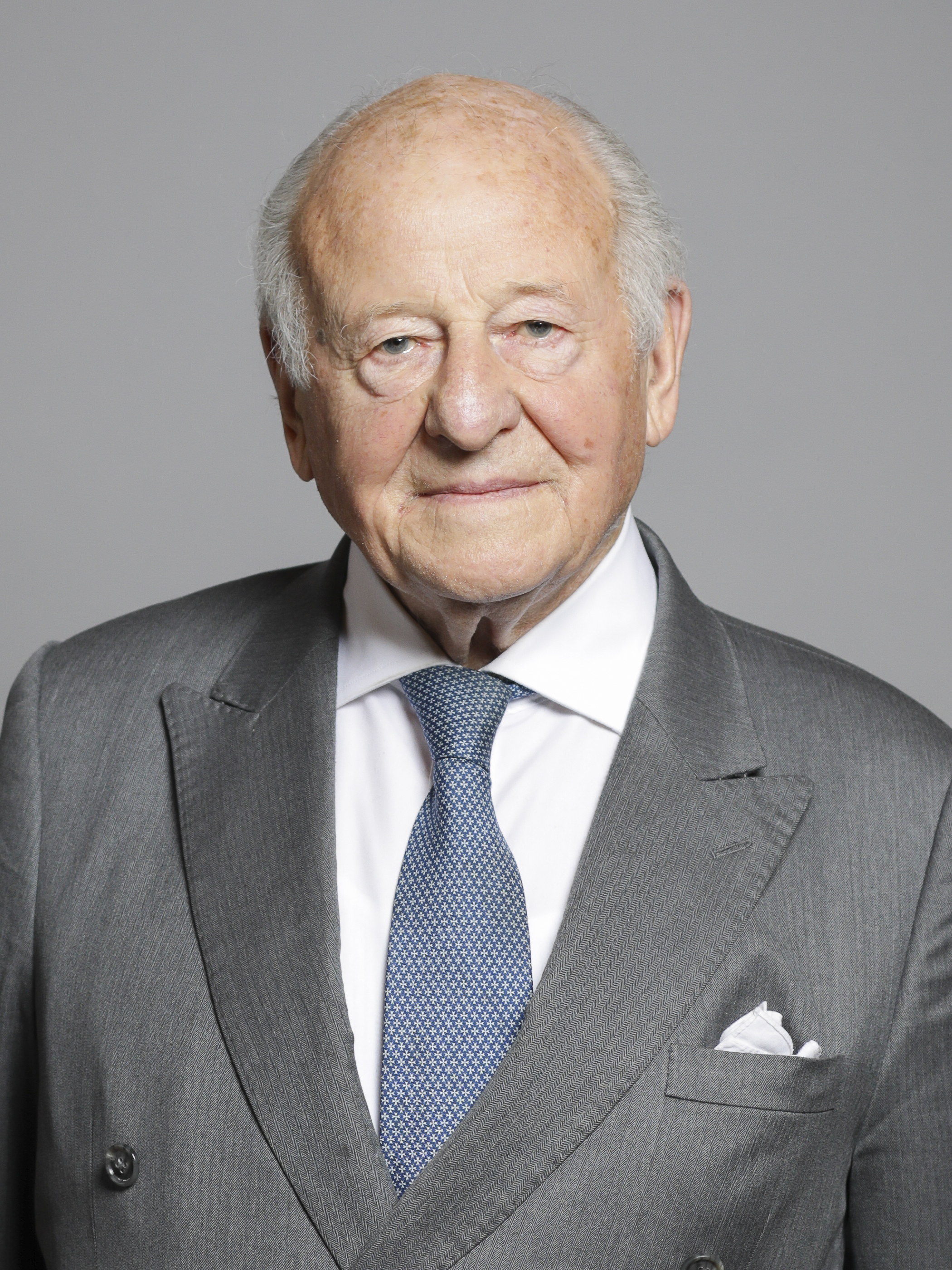
Robin Bridgeman, 3. Viscount Bridgeman

Robin John Orlando Bridgeman, 3. Viscount Bridgeman (* 5. Dezember 1930) ist ein britischer Peer und Politiker (Conservative Party).

## Leben und Karriere
Der Sohn von Brigadier Geoffrey Bridgeman und Mary Talbot, sowie Enkel von William Bridgeman, 1. Viscount Bridgeman, besuchte das Eton College in Berkshire. Er diente 1950 und 1951 bei der Rifle Brigade und erreichte dort den Rang eines Unterleutnants (2nd Lieutenant). Bei den Royal Green Jackets erreichte er den Rang eines Lieutenants.
1958 wurde Bridgeman vereidigter Buchprüfer (Chartered Accountant). 
Im selben Jahr trat er als Management Trainee bei der Reederei P & O ein und arbeitete in deren Büros in Hongkong, Singapur und London. 1960 wechselte Bridgeman in den Bereich Aktienhandel und Investition. 1973 wurde er Partner bei der Investmentgesellschaft Fenn & Crosthwaite. 1975 fusionierte die Firma mit George Henderson und bildete das Unternehmen Henderson Crosthwaite & Co, bei der Bridgeman von 1979 bis 1986 Partner war. 1986, nach Übernahme der Firma durch die irische Bank Guinness Mahon, wurde er zunächst Mitglied des Verwaltungsrates von Guinness Mahon, von 1988 bis 1990 war er dort Direktor. 1992 beendete Bridgeman seine hauptberufliche Tätigkeit.
Von 1988 bis 1994 war er auch Direktor von Nester-BNA plc. Er ist außerdem seit 1972 Direktor der Bridgeman Art Library. Bridgeman war Vorsitzender der Friends of Lambeth Palace Library von 1992 bis 2008 und Schatzmeister der New England Company, einer Missionsgesellschaft, von 1996 bis 2006 und des Florence Nightingale Aid in Sickness Trust von 1995 bis 2006. Er war auch Vorsitzender des Hospital of St John and St Elizabeth von 1999 bis 2007. Von 1986 bis 1999 war er Special Trustee der Hammersmith and Queen Charlotte’s Hospital Authority. 
Von 1992 bis 1993 war er Präsident des Foundation Appeal der Reed's School sowie Vorsitzender von 1995 bis 2002. Er war Vorsitzender der Asset Management Investment Co plc von 1994 bis 2001.
Bridgeman ist Ritter des Souveränen Malteserordens.

## Mitgliedschaft im House of Lords
Am 17. November 1982 erbte er die Titel seines Onkels, Robert Bridgeman, 2. Viscount Bridgeman. Damit wurde er auch Mitglied des House of Lords. Er ist einer der gewählten Hereditary Peers, die nach dem House of Lords Act 1999 ihren Sitz im House of Lords behalten durften. Dort sitzt er für die Conservative Party. Als seine politischen Interessen nennt er Gesundheit, Sozialwesen, Umweltpolitik, Innenpolitik und die Kommunalverwaltung.
Er war Whip der Opposition von 1998 bis 2010. Von 2001 bis 2010 war er Oppositionssprecher für Inneres (Opposition Spokesperson for Home Affairs) und von 2001 bis 2007 sowie von 2009 bis 2010 für Nordirland.

## Familie
Bridgeman ist seit 10. Dezember 1966 mit Harriet Turton, der Tochter von Ralph Meredyth Turton, verheiratet. Sie haben vier Söhne. Einer der Söhne starb 2001.